# شریعتیسم
شریعتیسم اصطلاحی است که برای اشاره به جنبش‌ها و اندیشه‌هایی که از آموزه‌ها و نظریات علی شریعتی الهام گرفته‌اند، استفاده می‌شود. تفکر شریعتی، یک روش تفسیر قرآن و سنت پیامبر اسلام است که در آن، مبانی اصلی دین اسلام با توجه به محورهای اخلاق، عدالت، آزادگی و حقوق بشر بررسی و تفسیر می‌شود.

## نوشریعتیسم
نوشریعتیسم از گروه خاصی از طرفداران شریعتی تشکیل شده که در دهه ۷۰ و در نتیجهٔ مناظرهٔ روشنفکران پسااسلام‌گرا در ایران پدید آمدند. بر اساس دیدگاه‌های نوشریعتیست، زندگی فکری شریعتی به دو دوره جوانی و بلوغ تقسیم می‌شود که اندیشه‌های ذاتی و اکتسابی او را از هم جدا می‌کند. شریعتی را نیز یک «پروژه ناتمام» می‌دانند، به این معنا که «در تفکر شریعتی بسیاری از مسائل بی‌پایان مانده‌است» و بار تکمیل پروژه او بر دوش جنبش نوشریعتیسم است. در نوشریعتیسم دو گرایش متمایز وجود دارد: یکی آثار شریعتی را «به صورت پدیدارشناسانه در چارچوب روشنفکری زمان خود و تأثیرات آن بر ساختار و چشم‌انداز روشنفکری معاصر» مطالعه می‌کند، و دیگری می‌کوشد شریعتی را در «ساختار مفهومی» خود تفسیر کند.
این جریان «تا حد زیادی مودبانه‌ترین مخالف» حکومت جمهوری اسلامی شناخته شده در حالی که دولت جمهوری اسلامی «هرگز با آن‌ها محترمانه برخورد نکرده‌است».

## نقد
اندیشه‌های شریعتی توسط اولین مخالفان وی یعنی روحانیون محافظه کار به شدت مورد مخالفت قرار گرفت. واعظان و خطیبان برجسته همدورهٔ او مانند احمد کافی، محمدتقی فلسفی، جواد مناقبی، سید علی نقی تهرانی، اشرف کاشانی، سید ابراهیم میلانی، قاسم اسلامی و محمدعلی انصاری قمی، شریعتی را به بدعت، سنی بودن و حتی وهابی و شیعه‌ستیزی متهم کردند. در دهه ۱۳۵۰، تعدادی از روحانیون عالی‌رتبه از جمله ابوالقاسم خویی، محمدهادی میلانی، محمدصادق روحانی و محمدحسین طباطبایی احکامی علیه شریعتی صادر کردند. مرتضی مطهری که از شریعتی در برابر اتهامات وهابیت و ضد شیعه دفاع می‌کرد، خود از منتقدان سرسخت شریعتی شد. او معتقد بود که شریعتی بیش از اسلام از نظریه ماتریالیسم تاریخی الهام گرفته‌است و دیدگاه او را نسبت به اسلام ساده‌انگارانه، غیرمنسجم و موهن به مقدسات می‌دانست. بعداً فراتر رفت و از او به عنوان «ملعون» نام برد و در اعتراض به سخنرانی‌های شریعتی از حسینیه ارشاد که در آنجا برگزار می‌شد، خارج شد.
سید حسین نصر، متفکر سنت‌گرای مرتبط با خاندان پهلوی، نه‌تنها به دلیل دیدگاه‌های ضدحکومتی، بلکه به‌دلیل نگاه نوگرایانه شریعتی، با او مخالفت بود. نصر شریعتی را متهم کرد که «یک خرابکار مارکسیست اسلامی است که تلاش می‌کند تا در صفوف نیروهای مذهبی نفوذ کند» و در اواخر دهه ۱۳۴۰ در واکنش به شریعتی که امام سوم شیعیان حسین بن علی را با چه گوارا مقایسه کرده بود از سمت خود در حسینیه ارشاد استعفا داد.
عبدالکریم سروش معتقد است که اندیشه‌های شریعتی را می‌توان به عنوان «تقلیل اسلام به ایدئولوژی توتالیتر» تعبیر کرد.

## اشخاص مؤثر در تفکر شریعتی
اولین کسی که شریعتی را تحت تأثیر قرار داد، پدرش محمدتقی است، چنان‌که می‌گوید:
پدرم، نخستین سازندهٔ ابعاد نخستینِ روحم! کسی که برای اولین بار هم «هنر فکر کردن» را به من آموخت و هم «فن انسان بودن» را؛ طعم آزادی، شرف، پاکدامنی، مناعت، عفتِ روح و استواری و ایمان و استقلال دل را، بی‌درنگ، پس از آنکه مادر از شیرم گرفت، به کامم ریخت.
شخص دیگر ابوالحسن فروغی است که شریعتی مدت کوتاهی زیر نظر او تحصیل کرد اما تأثیری عمیق بر او داشت. او در دوران جوانی به شدت تحت تأثیر محمد مصدق، دکترین سیاست خارجی بی‌طرفانه او و نهضت خداپرستان سوسیالیست که از مصدق حمایت می‌کرد؛ بود.
شریعتی در مقاله ای با عنوان معبودهای من معلمان خود را ستوده‌است. او از شانزده فرد معاصر و سیزده شخصیت تاریخی که بر او تأثیر گذاشته‌اند نام می‌برد. از جمله پیامبران ادیان ابراهیمی: ابراهیم، موسی، عیسی و محمد. شریعتی همچنین از خاندان علی و همسرش فاطمه و پسرشان حسین و دخترشان زینب تمجید کرده‌است. سایرین در این فهرست عبارتند از سقراط، بودا و همچنین عین‌القضات همدانی، حلاج و سهروردی.
شریعتی در دوران اقامت خود در فرانسه در معرض افکار جدیدی قرار گرفت که بر جهان‌بینی او تأثیر گذاشت. شریعتی در بین افراد معاصر خود که بر او مؤثر بوده‌اند این افراد را نام می‌برد: لوئی ماسینیون (که با او همکاری داشت)، ژرژ گورویچ (که او را «نابغه جامعه‌شناسی جهان» می‌خواند)، فرانتس فانون (یکی از دوستانش)، الکسی کارل، ژان-پل سارتر، ژاک برک، آلبرت شوایتزر، کلود برنارد، آنری لوفور، رنه گنون، ژان کوکتو و کاتب یاسین. شریعتی از یک «کاتولیک متعصب» به نام «سولانژ بُدن» یاد می‌کند، که او را ملاقات کرده بود و از او «هنر دیدن» را آموخته بود. او می‌گوید «بُدن» ناخودآگاه با مرگ زودرس خود تأثیر معنوی بر او گذاشت، که برای او بسیار تکان‌دهنده بود. او همچنین از افرادی مانند «کارولا گرابرت» و «ژاکلین شه‌زل» که او را در هنر و تفکر برخواسته از هنر، راهبری کرده‌اند یاد می‌کند و از نقاشی‌های پیکاسو، شاگال، ون گوگ، تینتورتو و لاکروا به عنوان آثار مورد علاقه خود نام می‌برد.
به گفته یرواند آبراهامیان، شریعتی به مطالعه شرق‌شناسی غربی، جامعه‌شناسی فرانسوی و الهیات رادیکال کاتولیک (به ویژه الهیات آزادی‌بخش) علاقه‌مند بود. او مجله اسپریت را که لویی ماسینیون با آن آشنایش کرده بود، مطالعه می‌کرد و در سخنرانی‌های رمون آرون، روژه گارودی، ژرژ پولیتزر و ژرژ گورویچ و دیگران شرکت می‌کرد.
کورشاد آتالار، شریعتی را با توجه به دیدگاه مشترکش در مورد وظیفه «روشنفکر مسئول» و «حقیقت جو» بودن، با غزالی مقایسه می‌کند. او همچنین معتقد است که مواضع شریعتی با محمد اقبال (که شریعتی او را «روشنفکری مسئول» می‌دانست) همسو بود.
شریعتی متأثر از اندیشه‌های محمود طالقانی بود.
برخی از محققان دیدگاه‌های شریعتی را با دیگرانی مانند فردریش نیچه، میشل فوکو و ادوارد سعید پیوند داده‌اند.

## میراث

### افراد متأثر از شریعتی
چهره‌هایی که متأثر از اندیشه‌های شریعتی تلقی می‌شوند عبارتند از:
| - ابوالحسن بنی صدر - میرحسین موسوی - محمد حنیف نژاد - علی اصغر آشنا - غلامعباس توسلی - هاشم آقاجری - زهرا رهنورد - طاهره صفار زاده - مجید شریف - مقصود فراستخواه - محمدامین قانعی‌راد | - مهاتیر محمد - عزت‌الله سحابی - حبیب‌الله پیمان - ژان-پل سارتر - عبدالعزیز ساچادینا - امین رئیس - چاندرا مظفر - لطیف پدرام - احسان الیاجیک | - احسان شریعتی (نوشریعتیست) - سارا شریعتی (نوشریعتیست) - سوسن شریعتی (نوشریعتیست) - حسن یوسفی اشکوری (نوشریعتیست) - تقی رحمانی (نوشریعتیست) - بیژن عبدالکریمی (نوشریعتیست) - احمد زیدآبادی (نوشریعتیست) - نرگس محمدی (نوشریعتیست) - رضا علیجانی (نوشریعتیست) |

### خارج از ایران

#### جهان عرب
بسیاری از آثار شریعتی در لبنان به عربی ترجمه شده‌است، او در این کشور شخصیتی شناخته شده و البته بحث‌برانگیز است. در تونس، آثار شریعتی از جمله آثاری است که توسط جنبش النهضه خوانده و منتشر شده‌است. اعضای سازمان ممنوعهٔ انتخاب اسلامی در مراکش، به آثار متفکران شیعه مانند شریعتی علاقه‌مند بودند.

#### افغانستان
در افغانستان، شریعتی به ویژه در میان مردم هزاره شهرت دارد. بسیاری از رهبران گروه نصر تحت تأثیر افکار شریعتی بودند.

#### آسیای شرقی
از اواخر دهه ۱۳۶۰،انتشارات IQRA ترجمه‌هایی از آثار شریعتی را به زبان مالایی و انگلیسی در مالزی منتشر کرده‌است. در مالزی چهره‌هایی مانند چاندرا مظفر و جومو کوامه سوندارام از شریعتی به عنوان «شهید» یاد کرده‌اند. در اندونزی، شریعتی از جمله متفکران مسلمان خارجی است که عقایدش تأثیر فکری زیادی داشته و دانشجویان و روشنفکران جوان را به خود جذب کرده‌است.

#### شبه قاره هند
مهم‌ترین کتاب‌های شریعتی به اردو ترجمه و در پاکستان منتشر شده‌است در سال ۱۳۹۹، عمران خان، نخست‌وزیر پاکستان، نقل قولی از شریعتی دربارهٔ ادای احترام به اقبال بیان کرد و این مقاله را در حساب توییتر خود به اشتراک گذاشت.

#### ترکیه
برخی از کتاب‌های شریعتی به ترکی ترجمه شده‌است. شریعتی «تأثیر اصلی» را بر سازمان مسلمانان ضدسرمایه‌داری گذاشته‌است. به گفته گئورگ لوبه، سبک ادبی پست مدرن شریعتی که «مرز بین انتقال، نقد و اندیشه اصلی را محو کرد» را می‌توان در کتاب سیاه اورهان پاموک مشاهده کرد، اگرچه معلوم نیست که آیا پاموک آثار شریعتی را خوانده‌است یا فقط تحت تأثیر آن‌ها بوده‌است.

#### آفریقای جنوبی
جامعه مسلمانان آفریقای جنوبی تا دهه ۱۳۶۰ که کتاب‌ها و مجلات انقلابی ایران به این کشور سرازیر شد، با شریعتی آشنا نبودند. ادعا شده‌است که سازمان‌های نوپایی مانند جنبش جوانان مسلمان آفریقای جنوبی (MYMSA)، حلقه مطالعات عربی (مستقر در دوربان) و انجمن معلمان مسلمان (در کیپ تاون) و همچنین گروه قبله برخی از مفاهیم آثار او را به عاریت گرفته‌اند.